# Río Hondo
Río Hondo é uma cidade da Guatemala do departamento de Zacapa.